# 장손도생
장손도생(長孫道生, 370년 ~ 451년)은 북위(北魏)의 무장이다. 대군(代郡) 출신이며, 장손숭(長孫嵩)의 당질(堂姪)이다.

## 생애
탁발규(拓跋珪)를 섬기며 국정의 기밀에 관여하였으며, 탁발사(拓跋嗣)가 제위에 오르자 남통장군(南統將軍) 및 기주자사(冀州刺史)로 임명되었다.
이후 418년 혜관(奚観)과 함께 북연(北燕)을 공격해 용성(龍城)까지 진군하였으며, 423년 탁발도(拓跋燾)가 제위에 오르자 여음공(汝陰公)이 된 뒤 정위경(廷尉卿)으로 승진하였다. 그 뒤 425년 탁발도가 유연(柔然)을 정벌할 당시 울권(尉眷)과 함께 군사를 이끌고 백막(白漠)과 흑막(黑漠) 사이로 이동해 승리를 거두었으며, 427년 탁발도가 혁련창(赫連昌)을 토벌하려 하자 장손한(長孫翰), 아청(娥淸)과 함께 선봉을 맡아 통만(統万)을 평정하는 데 공헌하였다. 이후 430년 송(宋)의 도언지(到彦之)와 왕의(王懿)가 하남(河南)으로 침공해오자 숙손건(叔孫建)과 함께 하상(河上)에서 방어하였으며, 431년 단도제(檀道濟)와 왕의가 활태(滑台)의 구원에 나서자 이에 맞서서 격파한 이후 역성(歷城)까지 추격한 뒤 복귀하였다. 그 공으로 사공(司空) 에 제수된 뒤 시중(侍中)을 겸하였으며, 434년 군사를 이끌고 북연을 공격하였다.
그 뒤 435년 상당왕(上黨王)에 봉해졌으며, 437년 글호(契胡)의 백룡(白龍)의 잔당을 서하(西河)에서 격파하였다. 이후 439년 유연의 욱구려오제(郁久閭吳提)가 칠개산(七介山)까지 진격해오자 탁발황(拓跋晃)의 명으로 토퇴산(吐頹山)에서 이를 막았으며, 욱구려오제가 퇴각하자 막남(漠南)까지 추격하였다. 그 뒤 444년 통만에 주둔했으며, 451년 82세의 나이로 세상을 떠났다. 사후 태위(太尉)로 추증되었으며, 시호는 정(靖)이다.